# 트랩 어드벤처 2

트랩 어드벤처 2 (Trap Adventure 2)는 모험을 즐기는 플랫폼 게임이다. 이 게임은 캣 마리오와 비슷한 끝없는 트랩을 가진 매우 어려운 레벨로 알려져 있다. 2016년 iOS용으로 처음 출시되었으며 2018년 인기를 얻었다.

## 게임 플레이
《트랩 어드벤처 2》(Trap Adventure 2)는 슈퍼 마리오 브라더스의 악몽 같은 버전이며, 캣 마리오와 비슷한 게임플레이를 가지고 있다. 그것은 대부분 플립 스크린 게임이지만, 한 부분은 세로 스크롤을 사용한다. 이 게임은 플레이어를 위한 두 가지 모드를 제공한다. 일반 모드와 마지막 기회 모드이다. 플레이어가 모든 것에 뛰어드는 순간, 플레이어를 죽이기 위해 끝없는 스파이크, 화염 및 기타 부비트랩이 갑자기 나타나며, 모든 생명이 사라지면 체크포인트 없이 플레이어가 처음부터 다시 게임을 시작하도록 강요한다.플레이어가 더 많은 레벨의 게임을 통과할수록 플레이어의 수명은 증가할 것이다. 선수들은 그 게임이 이기는 것이 불가능하다고 말했다. 비록 패배하긴 했지만 말이다.

## 접수처
폴리곤은 이를 초하드 플래터들의 관점에서 "마소코어" 게임이라고 설명한다. 코타쿠는 트랩 어드벤처 2의 갑작스러운 인기의 이유가 2018년 1월 트위터에 게시된 비디오 때문이었다고 말한다.